# 日本とシンガポールの関係
日本とシンガポールの関係（にほんとシンガポールのかんけい、英語: Japan–Singapore relations、マレー語: Hubungan Singapura - Jepun、中国語: 新加坡－日本关系、タミル語: சிங்கப்பூர்-ஜப்பான் உறவுகள்）では、日本とシンガポールの関係について述べる。日星関係や日新関係とも記される。シンガポールの独立以後、日本とシンガポールの経済的、政治的なつながりは緊密なものへと成長した。日本は1965年8月9日にシンガポールを承認し、1966年4月26日に外交関係を樹立した。2002年に日本にとって初となる経済連携協力「日本・シンガポール新時代経済連携協定」を結び、要人往来も活発である。

## 歴史
日本の占領時代は「シンガポールの歴史#日本による占領と軍政」及び「シンガポールの戦い」を参照
初めてシンガポールに居住した日本人は1862年にやってきた山本音吉である。日本人が多く移住してきたのは明治維新後の1870年代のことで、初期にシンガポールにやってきた日本人の中には、後にからゆきさんとして知られることとなる多くの売春婦が含まれていた。最初の売春婦がやってきたのは1870年もしくは1871年のことで、1889年には134人の売春婦が居住していた。
第一次世界大戦が始まると、東南アジアに向けたヨーロッパからの輸入が止まり、日本製品がそれに取って代わった。これが引き金となり、シンガポールの日本人経済の中心は小売業、貿易業へと変化していった。
太平洋戦争中にイギリスの植民地化にあったシンガポールを山下奉文中将が率いる日本陸軍が1942年2月7日に攻撃開始、2月15日にシンガポールが陥落した。その後は日本陸軍による軍政が敷かれ、シンガポールは「昭南島（しょうなんとう）」と改名された。なお、昭南島とは「昭和の時代に得た南の島」の意とされている。この日本軍による占領直後にシンガポール華僑粛清事件が発生している。軍政下の行政組織として「昭南特別市」が設置され、初代市長には、日本人内務官僚の大達茂雄が任命された。
日本の敗戦後、1947年に軍や一般人を含むすべての日本人は帰国した。その後1950年代後半には日本人の入国規制が緩和され、日本の貿易商社はシンガポール事務所を再開した。1957年には日本人居住者達によってシンガポール日本人会が再設立された。
日本企業の工場の東南アジア移転が盛んになった1970年代前半に、急激に日本人が増加し、現在に至る。

## 経済関係
シンガポールの急速な発展とともに経済関係は緊密になり、1995年4月28日に租税協定、2002年11月に日本にとって初となる経済連携協力「日本・シンガポール新時代経済連携協定」が発効した。日本はシンガポールにとって第8位（2020年）の貿易相手国となっており、シンガポールは日本の第4位（2020年）の直接投資国になっている
。
1969年にシンガポール日本商工会議所が在シンガポール日系企業の活動支援を目的に設立され、シンガポール政府に対して要望を行なっている。日本法人の進出は805社・個人（2021年4月）に及ぶ。シンガポールに在留する邦人数は36,200人（2021年10月）。
| 貿易額 （単位：百万米ドル） | 2007    | 2008    | 2009    | 2010    | 2011    | 2012    | 2013    | 2014    | 2015    | 2016    | 2017    | 2018    | 2019    | 2020    |
| --------------------------- | ------- | ------- | ------- | ------- | ------- | ------- | ------- | ------- | ------- | ------- | ------- | ------- | ------- | ------- |
| シンガポールへの輸出        | 450,628 | 476,762 | 391,118 | 478,841 | 514,741 | 408,362 | 410,286 | 409,536 | 346,440 | 320,476 | 385,307 | 406,969 | 390,382 | 373,889 |
| 日本への輸入                | 395,980 | 450,893 | 356,299 | 423,222 | 459,655 | 379,734 | 373,022 | 366,016 | 296,602 | 274,998 | 338,247 | 366,342 | 359,004 | 328,804 |

| 直接投資 （単位：百万米ドル）           | 2007   | 2008   | 2009   | 2010   | 2011   | 2012   | 2013  | 2014  | 2015  | 2016  | 2017  | 2018 | 2019 |
| --------------------------------------- | ------ | ------ | ------ | ------ | ------ | ------ | ----- | ----- | ----- | ----- | ----- | ---- | ---- |
| 直接投資受入額                          | 37,033 | 11,798 | 24,418 | 48,637 | 48,637 | 64,003 |       |       |       |       |       |      |      |
| 直接投資受入額 （コミットメントベース） |        |        | 8,081  | 9,427  | 10,559 | 13,099 | 9,591 | 8,961 | 8,130 | 6,492 | 7,070 |      |      |

## 文化交流
2009年11月に日本のファッションやアニメ、文化などを発信するためにジャパン・クリエイティブ・センター（JCC）が設立された。
シンガポールから日本への留学生は166人、日本語学習者は16000人。

## 観光
シンガポールの日本人旅行客は65.6万人で第7位（2011年）。
| | 日本からシンガポール | 日本からシンガポール | シンガポールから日本 | シンガポールから日本 |
| 渡航者数 | 前年比               | 渡航者数             | 前年比               |                      |
| --- | -------------------- | -------------------- | -------------------- | -------------------- |
| 2000 | 929,670              |                      | 62,163               |                      |
| 2001 | 755,766              | 18.7%                | 59,122               | 4.9%                 |
| 2002 | 723,420              | 4.3%                 | 64,346               | 8.8%                 |
| 2003 | 434,064              | 40.0%                | 65,369               | 1.6%                 |
| 2004 | 598,821              | 38.0%                | 72,445               | 10.8%                |
| 2005 | 588,535              | 1.7%                 | 94,161               | 30.0%                |
| 2006 | 594,404              | 1.0%                 | 115,870              | 23.1%                |
| 2007 | 594,511              | 0.0%                 | 151,860              | 31.1%                |
| 2008 | 571,020              | 4.0%                 | 167,894              | 10.6%                |
| 2009 | 489,940              | 14.2%                | 145,224              | 13.5%                |
| 2010 | 528,817              | 7.9%                 | 180,960              | 24.6%                |
| 2011 | 656,406              | 24.1%                | 111,354              | 38.5%                |
| 2012 | 757,116              | 15.3%                | 142,201              | 27.7%                |
| 2013 | 832,838              | 10.0%                | 189,280              | 33.1%                |
| 備考： 観光以外の商用などの渡航も含む。 2003年のシンガポールへの渡航者の落ち込みはSARSによるもの。 2011年の日本への渡航者の落ち込みは東日本大震災によるもの。 |                      |                      |                      |                      |

## 日本からの開発支援
| 有償資金協力 | 無償資金協力 | 技術協力   | 合計       |
| ------------ | ------------ | ---------- | ---------- |
| 127.7億円    | 31.17億円    | 239.88億円 | 398.75億円 |

2013年現在日本からシンガポールに対しての開発支援は行なっていない。有償資金協力は1972年度、無償資金協力は1987年度、技術協力は1998年度まで行なっていた。
1994年からシンガポールの対外援助を支援するために日・シンガポール・パートナーシップ・プログラム（JSPP）を結んだ。2007年には共同で第三国への研修協力支援を行うために21世紀のための日・シンガポール・パートナーシップ・プログラム（JSPP21）を結び途上国開発支援を行なっている。

## 両国の比較
|             | シンガポール                                                      | 日本                                                |
| ----------- | ----------------------------------------------------------------- | --------------------------------------------------- |
| 人口        | 約569万人（2020年） （内シンガポール人・永住者は404万人／2020年） | 1億2,614万6千人（2020年）                           |
| 面積        | 728 km2 (281 sq mi)                                               | 37万7,975 km2 (145,937 sq mi)                       |
| 人口密度    | 7,816人/km2（2020年）                                             | 333.7人/km2 (864.4/sq mi)                           |
| 首都        | シンガポール （都市国家なのでここではシンガポールと記す）         | 東京                                                |
| 最大都市    | シンガポール - 517万人                                            | 東京都区部 - 973万3000人（2020年）                  |
| 政体        | 単一国家、議院内閣制、立憲共和制                                  | 単一国家、議院内閣制、立憲君主制                    |
| 公用語      | 国語はマレー語。公用語として英語、中国語、マレー語、タミル語      | 日本語 (事実上)                                     |
| 主な宗教    | 仏教、イスラム教、キリスト教、道教、ヒンズー教                    | 神道48.6%、仏教46.3%、キリスト教1.0%、諸教4.0%      |
| 民族        | 中華系76%、マレー系15%、インド系7.5%、その他1.5% （2019年6月）    | 日本人97.5%、中国人0.7%、ベトナム人0.4%、韓国人0.4% |
| GDP（名目） | 3,720億7,400万米ドル（2019年） （1人当たり64,103米ドル）          | 5兆1,487億米ドル（2019年）（1人当たり40,791米ドル） |
| 軍事費      | 109億米ドル（2020年）                                             | 491億米ドル（2020年）                               |

## 外交使節

### 駐日シンガポール大使館
- 住所: 東京都港区六本木五丁目12-3
- アクセス: 都営大江戸線/東京メトロ南北線・麻布十番駅7番出口

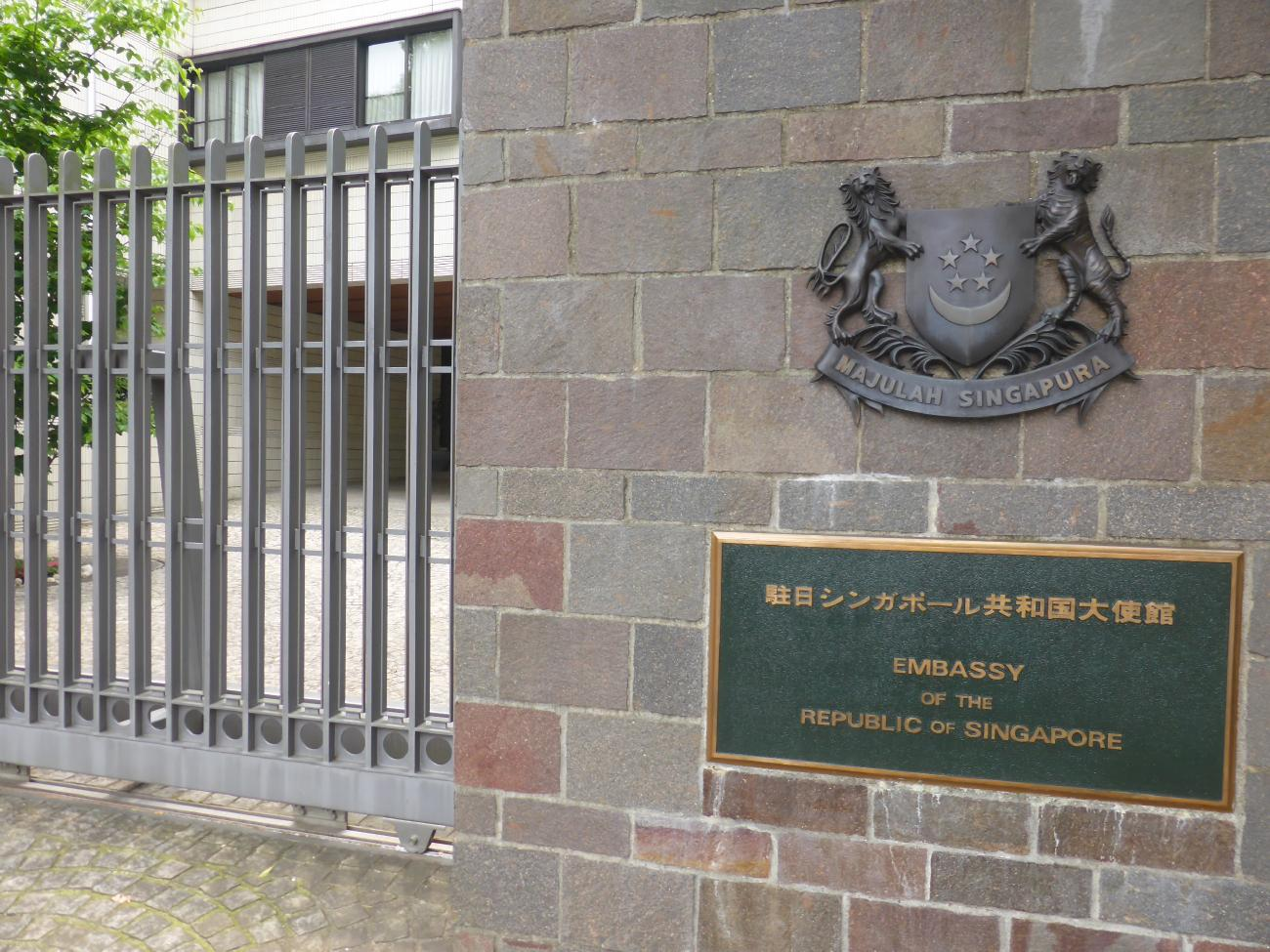
シンガポール大使館表札
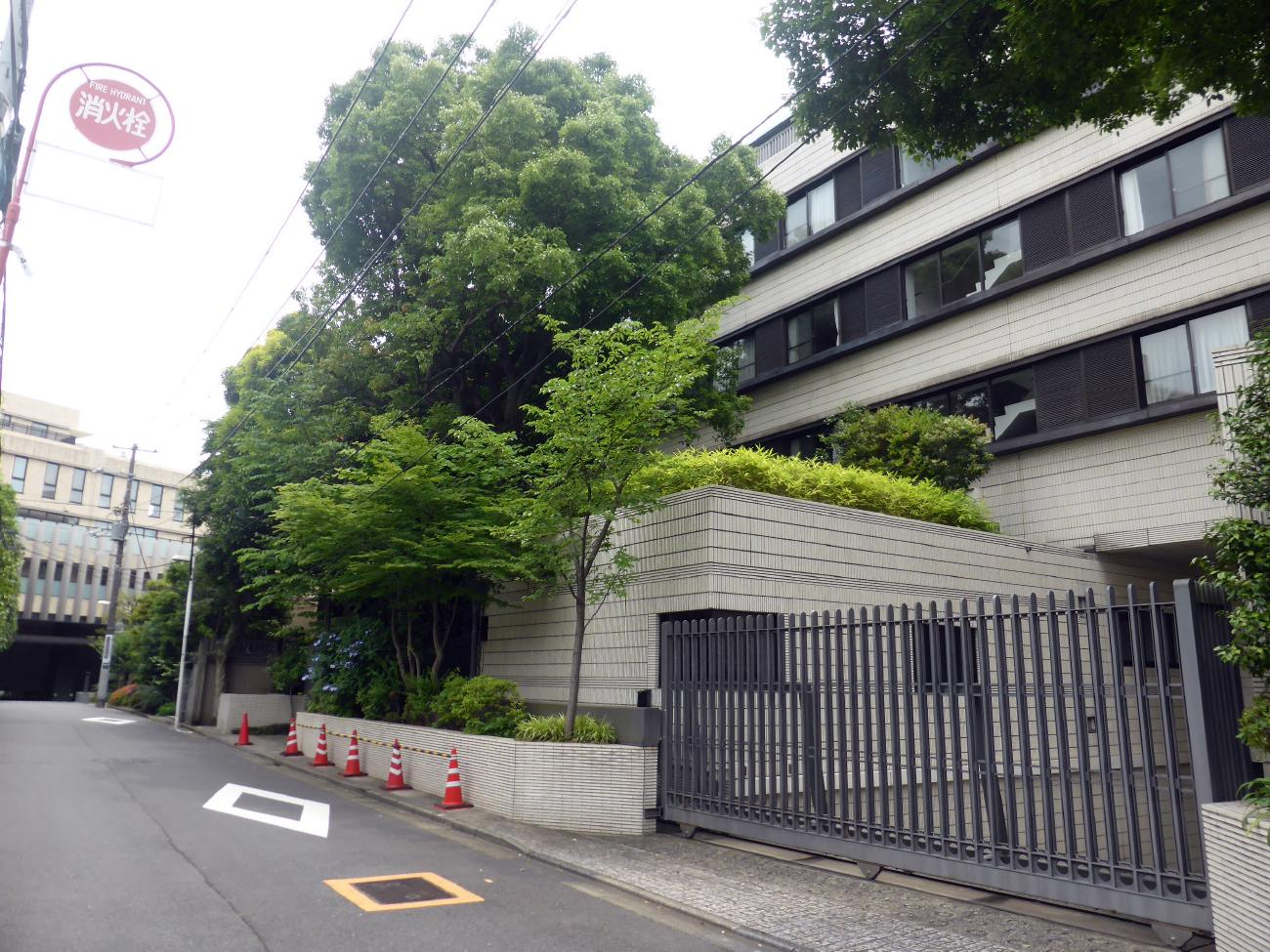
シンガポール大使館裏門

### 駐日シンガポール大使
1. アン・コクペン（洪国平、1968～1971年）
2. ロイ・ケンフー（黎経富、1971～1972年）
3. ウィー・モンチェン（黄望青、1973～1980年）
4. ウィー・キムウィー（黄金輝、1980～1984年）
5. リー・クーンチョイ（李炯才、1984～1988年）
6. チェン・トンファト（鄭東発、1988～1991年）
7. リム・チンベン（林振明、1991～1997年、信任状捧呈は9月3日[25]）
  - （臨時代理大使）テイ・チョウアン（英語版）（戴昭安、1997～1998年）
8. チュー・タイスー（周大思、1998～2004年[26]、信任状捧呈は4月23日[27]）
9. タン・チンチョン（陳振忠、2004～2012年、信任状捧呈は11月2日[28]）
10. チン・シアットユーン（陳燮栄、2012～2017年、信任状捧呈は4月26日[29]）
  - （臨時代理大使）チュア・シェング・ウェイ（蔡Sheng Wei、2017年）
11. ルィ・タックユー（英語版）（呂徳耀、2017～2019年、信任状捧呈は7月19日[30]）
12. ピーター・タン・ハイ・チュアン（中国語版）（陳海泉、2019～2023年、信任状捧呈は2020年2月12日[31]）
  - （臨時代理大使）ロー・ホン・マン（劉Hon Mun、2023年）
13. オン・エンチュアン（2023年～、信任状捧呈は2023年9月25日[32]）